# 卵叶钓樟
卵叶钓樟（学名：Lindera limprichtii），为樟科山胡椒属下的一个植物种。